# Pandémie de Covid-19 aux Seychelles
La pandémie de Covid-19 aux Seychelles démarre officiellement le 11 mars 2020. À la date du 24 octobre 2022, le bilan est de 169 morts.

## Contexte
Le 12 janvier 2020, l'Organisation mondiale de la santé (OMS) a confirmé qu'un nouveau coronavirus était à l'origine d'une maladie respiratoire chez un groupe de personnes de la ville de Wuhan, dans la province du Hubei, en Chine, qui a été signalée à l'OMS le 31 décembre 2019,.
Le taux de létalité lié au Covid-19 a été beaucoup plus faible que le SRAS de 2003,, mais la transmission a été significativement plus élevée, avec un nombre total de décès important.

## Chronologie

### 2020
Les Seychelles ont signalé leurs deux premiers cas de Covid-19 le 14 mars 2020. Les deux cas étaient des personnes en contact avec une personne en Italie dont le test était positif.
Le 15 mars, un troisième cas en provenance des Pays-Bas a été confirmé.
Au 16 mars, il y avait quatre cas confirmés. Le nouveau cas est arrivé également des Pays-Bas.
Fin mars il y avait dix cas confirmés, sans aucune guérison.
Le 6 avril, 11 cas ont été confirmés et 2 patients ont été guéris.
En avril il y avait un seul nouveau cas confirmé et six guérisons.
Les derniers cas actifs sont tous guéris le 20 mai 2020.
En juin il y avait 70 cas confirmés, sans aucune nouvelle guérison.
Il y avait 33 nouveaux cas confirmés en juillet. 28 patients ont été guéris, laissant 75 cas actifs au 31 juillet.
Il y avait 22 nouveaux cas confirmés en août. 88 patients ont été guéris, laissant 9 cas actifs au 31 août.
Il y avait huit nouveaux cas en septembre, portant le nombre total à 144 dont trois cas actifs à la fin du mois.
Il y avait onze nouveaux cas en octobre, portant le nombre total à 155 dont quatre cas actifs à la fin du mois.
Il y avait 28 nouveaux cas en novembre, portant le nombre cumulé à 183 dont onze cas actifs à la fin du mois.
En décembre il y avait 92 nouveaux cas, portant le nombre de cas à 275.

### 2021
En janvier il y avait 930 nouveaux cas et quatre décès, portant le nombre de cas à 1 205 dont quatre décès.
En février il y avait 1 483 nouveaux cas et huit décès, portant le nombre de cas à 2 688 dont douze décès.
En mars il y avait 1 542 nouveaux cas et onze décès, portant le nombre de cas à 4 230 dont 23 décès.
En avril il y avait 1 643 nouveaux cas et cinq décès, portant le nombre de cas à 5 873 dont 28 décès.
Mais l'épidémie reprend et au 5 mai 2021, le nombre total de cas passe à 6 373, celui de guérisons à 5 277, le nombre de décès à 28 avec un taux de mortalité à 0,44% et un taux de guérison à 82,80%.
En mai il y avait 5 739 nouveaux cas et 14 décès, portant le nombre de cas à 11 612 dont 42 décès.
En juin il y avait 4 245 nouveaux cas et 29 décès, portant le nombre de cas à 15 857 dont 71 décès.
En juillet il y avait 2 332 nouveaux cas et 23 décès, portant le nombre de cas à 18 189 dont 94 décès.
En août il y avait 1 787 nouveaux cas et dix décès, portant le nombre de cas à 19 976 dont 104 décès.
En septembre il y avait 1 574 nouveaux cas et onze décès, portant le nombre de cas à 21 570 dont 115 décès.
En octobre il y avait 607 nouveaux cas et quatre décès, portant le nombre de cas à 22 177 dont 119 décès.
En novembre il y avait 1 360 nouveaux cas et huit décès, portant le nombre de cas à 23 537 dont 127 décès.
En décembre il y avait 1 251 nouveaux cas et sept décès, portant le nombre de cas à 24 788 dont 134 décès.

### 2022
En janvier il y avait 6 402 nouveaux cas et 20 décès, portant le nombre de cas à 37 190 dont 154 décès.
En février il y avait 2 213 nouveaux cas et neuf décès, portant le nombre de cas à 39 403 dont 163 décès.
En mars il y avait 1 018 nouveaux cas et un décès, portant le nombre de cas à 40 421 dont 164 décès.
En avril il y avait 2 127 nouveaux cas et deux décès, portant le nombre de cas à 42 548 dont 166 décès.
En mai il y avait 1 468 nouveaux cas et un décès, portant le nombre de cas à 44 016 dont 167 décès.
En juin il y avait 743 nouveaux cas, portant le nombre de cas à 44 759 dont 167 décès.
En juillet il y avait 781 nouveaux cas et un décès, portant le nombre de cas à 45 540 dont 168 décès.
En août il y avait 551 nouveaux cas et un décès, portant le nombre de cas à 46 091 dont 169 décès.
En septembre il y avait 1 050 nouveaux cas, portant le nombre de cas à 47 141 dont 169 décès.
En octobre il y avait 2 239 nouveaux cas et deux décès, portant le nombre de cas à 49 380 dont 171 décès.
En novembre il y avait 975 nouveaux cas et un décès, portant le nombre de cas à 50 355 dont 172 décès.
En décembre il y avait 310 nouveaux cas, portant le nombre de cas à 50 665 dont 172 décès.

### 2023
En 2023 il y avait 555 nouveaux cas, portant le nombre de cas à 51 220 dont 172 décès.

## Réponses

### 2020

#### Transport
Le 9 mars 2020, les Seychelles avant l'arrivée prévue du Norwegian Spirit (en) ont annoncé une fermeture temporaire des navires de croisière.

#### Restrictions de voyage
Le 9 mars 2020, les Seychelles ont interdit à toute personne seychelloise de voyager en Chine, en Corée du Sud, en Italie et en Iran. Une exception est faite pour les résidents de retour.
Un homme de 26 ans, travaillant à l'aéroport international des Seychelles, a été testé positif pour le coronavirus le lundi 6 avril, portant le nombre total d'infections à 11 à la suite de la détection de cette infection, une ordonnance d'interdiction de voyager est entrée en vigueur à minuit. le mercredi 8 avril aux Seychelles, à l'exception des travailleurs des services essentiels. Cette mesure a été maintenue pendant 21 jours.

#### Levée des restrictions
Le 28 avril, le président Danny Faure a annoncé la levée des restrictions. Toutes les restrictions à la circulation des personnes seront levées le 4 mai. Tous les magasins seront autorisés à ouvrir jusqu'à 20h00 à partir du 4 mai. Les premières écoles rouvriront le 11 et le 18 mai toutes les écoles rouvriront. Les restrictions de voyage prendront fin le 1er juin à la réouverture de l'aéroport.

### 2021
En janvier, afin de relancer la saison touristique, et malgré le peu de cas de maladie, le gouvernement décide de vacciner tous les habitants avec le vaccin chinois Sinopharm et Covishield, la version d'AstraZeneca fabriquée en Inde.
Malheureusement en mai la pandémie reprend et "un tiers des cas actifs' concerne des "personnes entièrement vaccinées", les écoles sont fermées, les activités sportives sont interdites et les bars, restaurants et commerces doivent fermer plus tôt le soir.

## Statistiques

Nombre de cas aux Seychelles depuis le début de l'épidémie.

Nombre de morts aux Seychelles depuis le début de l'épidémie.